# Philipp Frank
Philipp Frank   (Viena, 20 de març de 1884 - Cambridge, 21 de juliol de 1966) va ser un físic, filòsof i matemàtic austríac nacionalitzat nord-americà.
Frank Va obtenir el doctorat a la universitat de Viena amb una tesi de física teòrica dirigida per Ludwig Boltzmann. Aquest mateix any publica un article sobre la causalitat, Kausalgesetz und Erfahrung (Causalitat i Experiència), que crida l'atenció d'Albert Einstein, amb qui mantindrà una bona amistat la resta de la seva vida. Durant els anys següents va mantenir unes reunions setmanals els dijous en un cafè de Viena amb altres joves investigadors, com Richard von Mises, Hans Hahn i Otto Neurath, per discutir temes de filosofia de la ciència: són els primers pasos del cercle de Viena.
De 1908 a 1912 va ser professor ajudant a la universitat de Viena. Durant aquest temps va publicar una quinzena d'articles, majoritàriament sobre teoria de la relativitat.
El 1912 va ser nomenat professor de la universitat alemanya de Praga en la qual va substituir Einstein. Va romandre a Praga fins al 1938, quan l'amenaça nazi ja era evident. En aquesta segona etapa de la seva vida es va dedicar més a la filosofia de la ciència.
El 1938 va marxar als Estats Units on va ser contractat per la universitat Harvard (igual que el seu amic von Mises) en la que va romandre fins a la seva jubilació el 1954. Després de la jubilació va continuar treballant per l'Acadèmia Americana de les Arts i les Ciències i preparant una sèrie de llibres per encarrec de la National Science Foundation.